# Pontoise-lès-Noyon
Pour les articles homonymes, voir Pontoise (homonymie), Pontois et Noyon.
Pontoise-lès-Noyon est une commune française située dans le département de l'Oise, en région Hauts-de-France.

## Géographie
Pontoise-lès-Noyon est un village-rue situé sur la rive gauche de l'Oise. La plupart des constructions sont étalées le long de la D934 qui va de Noyon à Soissons. Un ruisseau, le ru de Belle Fontaine, sur lequel existait un moulin à eau en 1750, traverse le village du sud-est au nord-ouest.
Le hameau de Couarcy se trouve au sud-ouest, également sur la rive gauche de l'Oise.

### Communes limitrophes

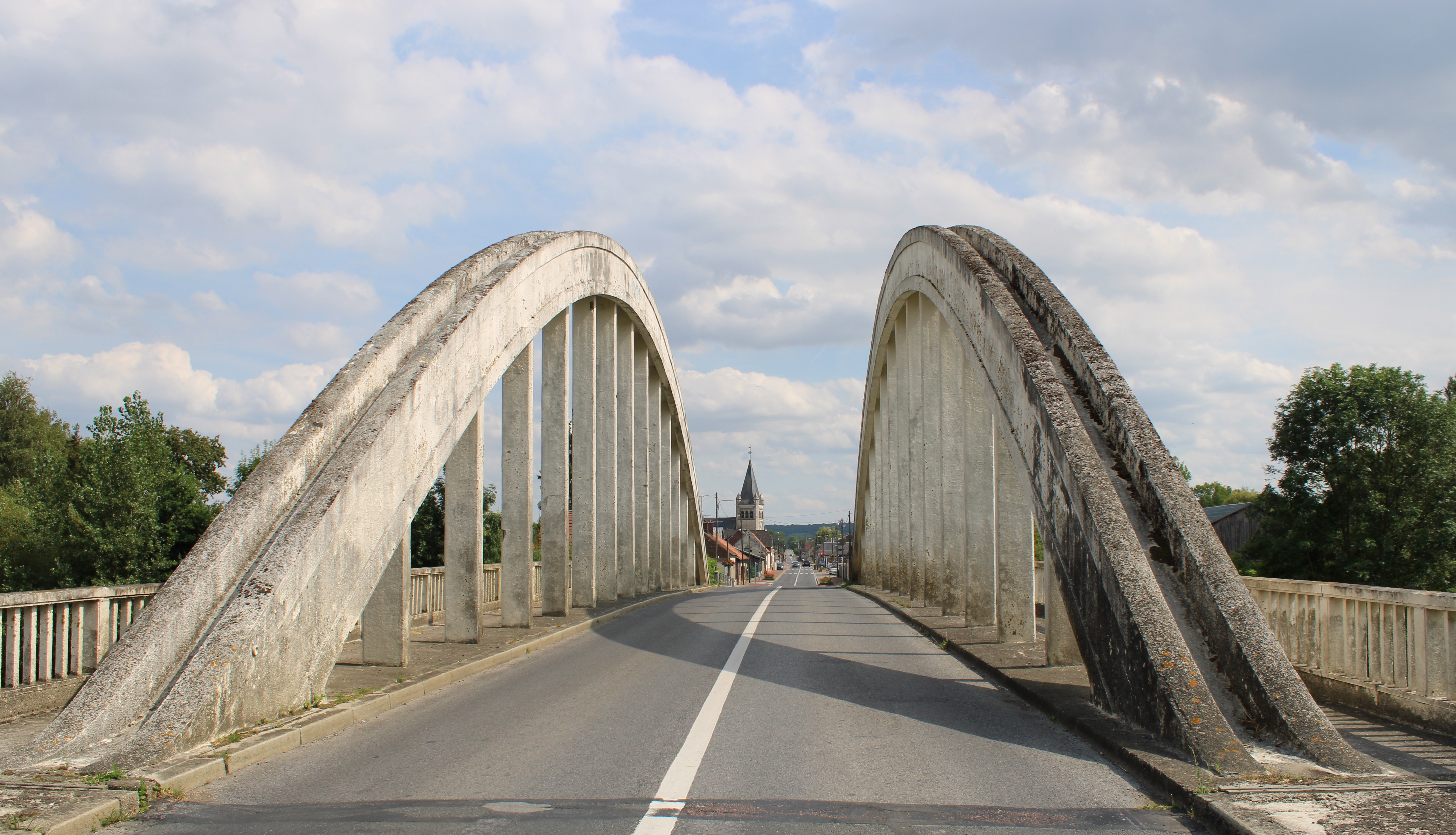
Le pont sur l'Oise à l'entrée du village.

### Hydrographie

#### Réseau hydrographique
La commune est située dans le bassin Seine-Normandie. Elle est drainée par l'Oise, le ru de Belle Fontaine, le ru des Trouees et divers autres petits cours d'eau,.
L'Oise prend sa source en Belgique, à 309 mètres d'altitude, dans l'ancienne commune de Forges et se jette dans la Seine à 20 mètres d'altitude, au Pointil en rive droite et en aval du centre de Conflans-Sainte-Honorine dans le département des Yvelines. D'une longueur 341 kilomètres, elle est presque entièrement navigable et bordée de canaux sur 104 kilomètres. Les caractéristiques hydrologiques de l'Oise sont données par la station hydrologique située sur la commune de Sempigny. Le débit moyen mensuel est de 33,8 m3/s. Le débit moyen journalier maximum est de 279 m3/s, atteint lors de la crue du 24 décembre 1993. Le débit instantané maximal est quant à lui de 287 m3/s, atteint le même jour.

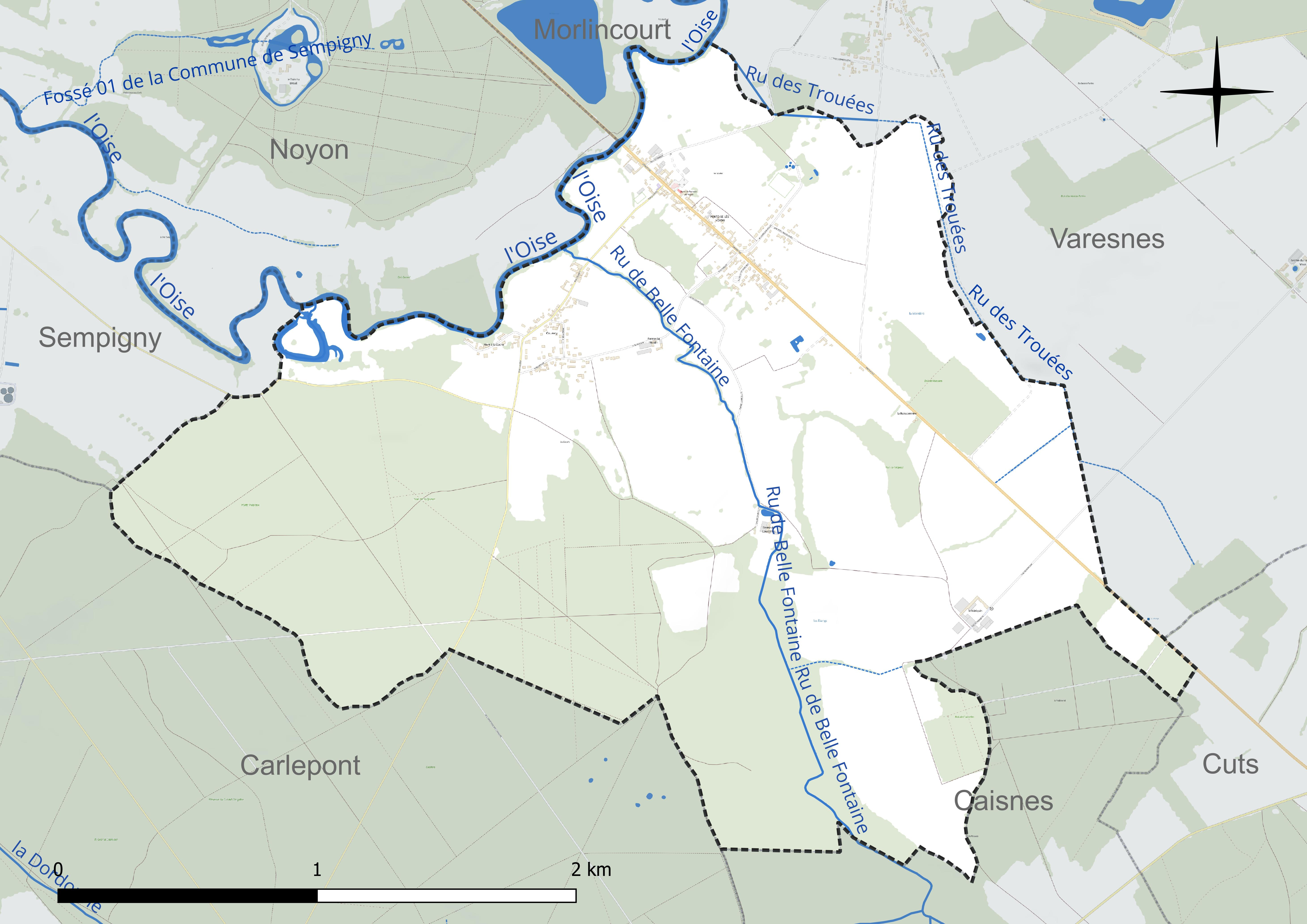
Réseau hydrographique de Pontoise-lès-Noyon.

#### Gestion et qualité des eaux
Le territoire communal est couvert par le schéma d'aménagement et de gestion des eaux (SAGE) « Sensée ». Ce document de planification concerne un territoire de 1 013 km2 de superficie, délimité par le bassin versant de l'Oise moyenne. Le périmètre a été arrêté le 24 avril 2017 et le SAGE est, en 2024, encore en élaboration. La structure porteuse de l'élaboration et de la mise en œuvre est le syndicat mixte du SAGE Oise-Moyenne (SMOM). 
La qualité des cours d'eau peut être consultée sur un site dédié géré par les agences de l'eau et l'Agence française pour la biodiversité. 

### Climat
Pour des articles plus généraux, voir Climat des Hauts-de-France et Climat de l'Oise.
En 2010, le climat de la commune est de type climat océanique dégradé des plaines du Centre et du Nord, selon une étude du CNRS s'appuyant sur une série de données couvrant la période 1971-2000. En 2020, Météo-France publie une typologie des climats de la France métropolitaine dans laquelle la commune est dans une zone de transition entre le climat océanique et le climat océanique altéré et est dans la région climatique  Nord-est du bassin Parisien, caractérisée par un ensoleillement médiocre, une pluviométrie moyenne régulièrement répartie au cours de l'année et un hiver froid (3 °C). 
Pour la période 1971-2000, la température annuelle moyenne est de 10,7 °C, avec une amplitude thermique annuelle de 15 °C. Le cumul annuel moyen de précipitations est de 682 mm, avec 11,5 jours de précipitations en janvier et 8,5 jours en juillet. Pour la période 1991-2020, la température moyenne annuelle observée sur la station météorologique la plus proche, située sur la commune de Chauny à 14 km à vol d'oiseau, est de 11,1 °C et le cumul annuel moyen de précipitations est de 709,9 mm,. Pour l'avenir, les paramètres climatiques de la commune estimés pour 2050 selon différents scénarios d'émission de gaz à effet de serre sont consultables sur un site dédié publié par Météo-France en novembre 2022.

## Urbanisme

### Typologie
Au 1er janvier 2024, Pontoise-lès-Noyon est catégorisée bourg rural, selon la nouvelle grille communale de densité à sept niveaux définie par l'Insee en 2022.
Elle est située hors unité urbaine. Par ailleurs la commune fait partie de l'aire d'attraction de Noyon, dont elle est une commune de la couronne,. Cette aire, qui regroupe 38 communes, est catégorisée dans les aires de moins de 50 000 habitants,.

### Occupation des sols
L'occupation des sols de la commune, telle qu'elle ressort de la base de données européenne d'occupation biophysique des sols Corine Land Cover (CLC), est marquée par l'importance des territoires agricoles (50,7 % en 2018), une proportion identique à celle de 1990 (50,7 %). La répartition détaillée en 2018 est la suivante : 
forêts (36,7 %), prairies (33,1 %), terres arables (13,7 %), zones urbanisées (7,2 %), milieux à végétation arbustive et/ou herbacée (5,5 %), zones agricoles hétérogènes (3,9 %). L'évolution de l'occupation des sols de la commune et de ses infrastructures peut être observée sur les différentes représentations cartographiques du territoire : la carte de Cassini (XVIIIe siècle), la carte d'état-major (1820-1866) et les cartes ou photos aériennes de l'IGN pour la période actuelle (1950 à aujourd'hui).

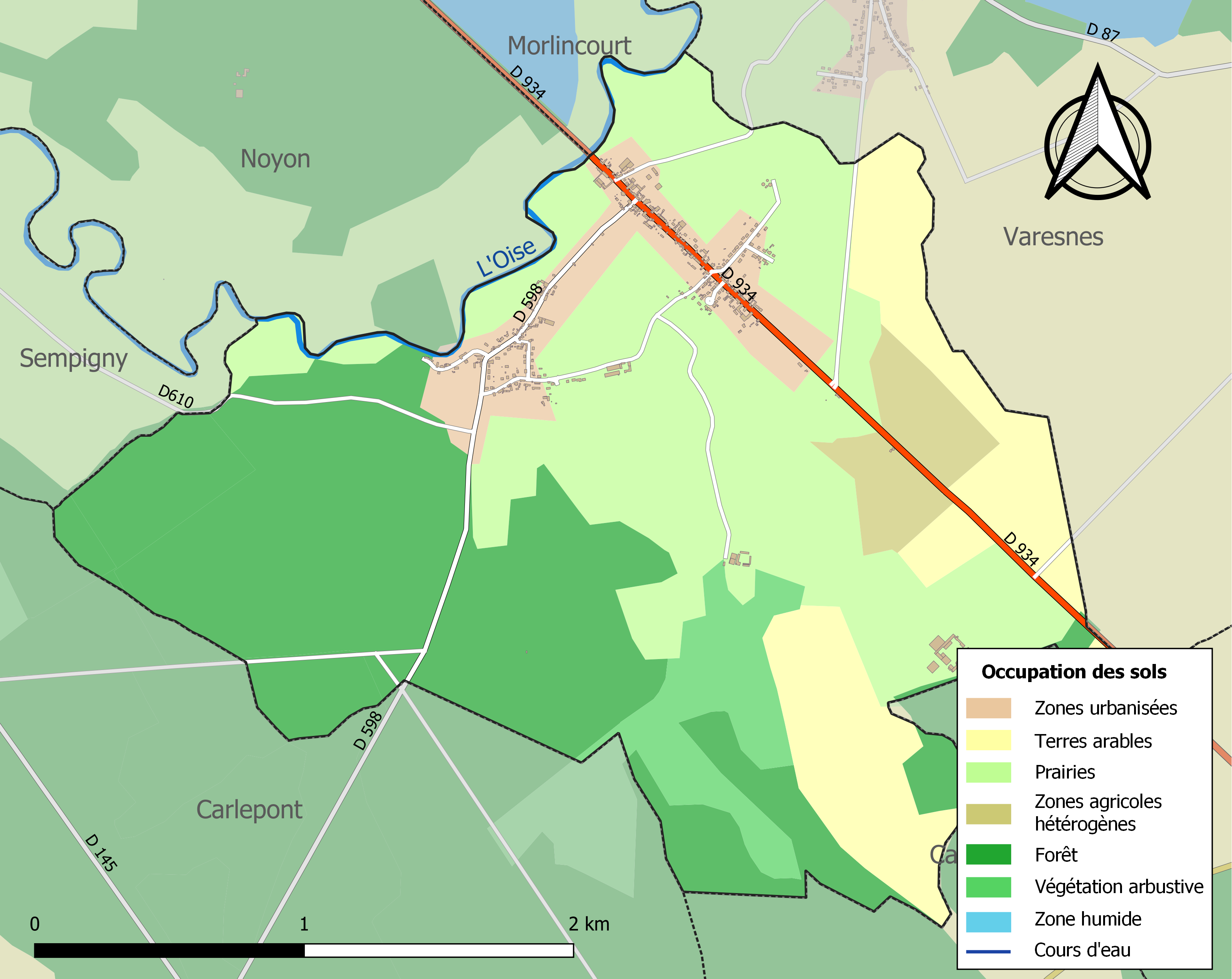
Carte des infrastructures et de l'occupation des sols de la commune en 2018 (CLC).

### Voies de communication et transports
La commune est desservie, en 2023, par les lignes 670 et 6331 du réseau interurbain de l'Oise.

## Toponymie
Le nom de la localité est attesté sous les formes Lura (Isara) (IIIe) ; Pons Isere (1060) ; Pons Isara (1060) ; ad agros Pontisare (1152) ; Rainerus de Pontesia (vers 1167) ; ultra Pontem Ysare (1176) ; Pons Isare (1180) ; Pons aesioe (vers 1195) ; de Pontisara (1211) ; per Pontisaram (1211) ; « prope baccum ipsius episcopi de Ponsisara versus Pontisaram » (1276) ; de Pontesia (1319) ; Pontoise le petit (1430) ; Pont Oise (1450) ; Pont Oyse (1450) ; Pontoise lez Varesnes (1481) ; Pontoize (1530) ; Ponthoise (1540) ; Pontoise (1730) ; Pontoyse (vers 1790) ; Pontoise-les-Noyon (1928).

Isara dans les formes anciennes est le nom antique de l'Oise. 
Pontoise signifie tout simplement pont-sur-l'Oise. l'ajout de -lès-Noyon  est apparu au début du XVIIIè puis le nom est redevenu Pontoise et c'est en 1884 que le conseil municipal a demandé, pour différencier le village de la ville de Pontoise située à 200 km en aval, de revenir au nom de Pontoise-lès-Noyon.

## Histoire

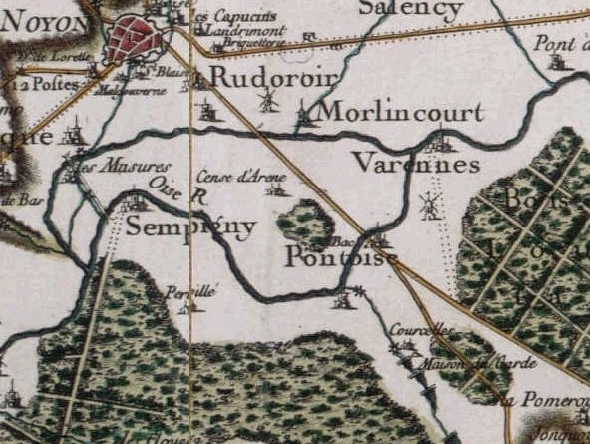
Carte de Cassini du secteur (vers 1750).

Déjà à l'époque gallo-romaine, le village situé sur la voie romaine de Samarobriva (Amiens) à Suessionum (Soissons) est mentionné sous le nom de Pons-Lsarœ (Pont-sur-l'Oise). Le pont probablement en pierre qui permettait à cette important voie de communication de franchir la rivière fut détruit et c'est un bac  qui permettait de traverser l'Oise. En 1481, c'est l'évêque de Noyon qui percevait les droits de péage. Les habitants des villages alentour, comme la Rüe d'Orone, le Marché aux pourceaux, la Rüe la Vacquerie, Morlancourt, Pontoise, Cearcy..., étaient exemptés de péage moyennant chaque année une somme de deux deniers parisis ou un pain. En 1724, le tarif du péage était fixé avec beaucoup de précision: trois deniers par personne à pied, neuf par personne à cheval, six deniers par cheval, mulet ou âne chargé, trois deniers par bœuf ou vache, deux deniers par mouton, un denier par cochon. Le village a beaucoup souffert des crues de l'Oise, notamment en 1658. Sur les murs de l'église, on pouvait lire les inscriptions suivantes :En 1726, grand débordement. en 1818, la rivière a débordé le 6 août et le 7 septembre.

### Première Guerre Mondiale
Dès le début du mois de septembre 1914, le village, comme toute la région, est occupé par l'armée allemande et restera loin du front qui se stabilisera à une vingtaine de kilomètres à sud-ouest vers Lassigny et Ribécourt-Dreslincourt jusqu'au début de 1917. Pendant 30 mois les habitants vivront sous  le joug des occupants qui réquisitionnent des pièces dans les habitations, le matériel, la nourriture et obligent hommes et femmes à travailler dans les champs pour nourrir les soldats du front. En février 1917, lors du retrait des Allemands sur la ligne Hindenburg,le village est évacué par l'ennemi. Contrairement à d'autres villages des environs qui ont été  systématiquement détruits, Pontoise subit peu de dégradations: les ennemis se sont contentés de saccager l'église sans la détruire. Le secteur passe sous contrôle allié et sera de nouveau repris par l'ennemi lors de l'offensive du printemps de mars 1918. C'est au cours de cette période que les bombardements feront de nombreux  dégâts à la mairie, à l'église et aux habitations. Le pont sur l'Oise sera égalemnet dynamité. Ce n'est que début octobre 1918 que le secteur sera définitivement repris. Après l'Armistice, peu à peu les habitants  revinrent s'installer à Pontoise. Pour eux commença une longue période de plus de dix ans de reconstruction des habitations (maisons provisoires), des fermes, des bâtiments publics, des routes.

## Politique et administration

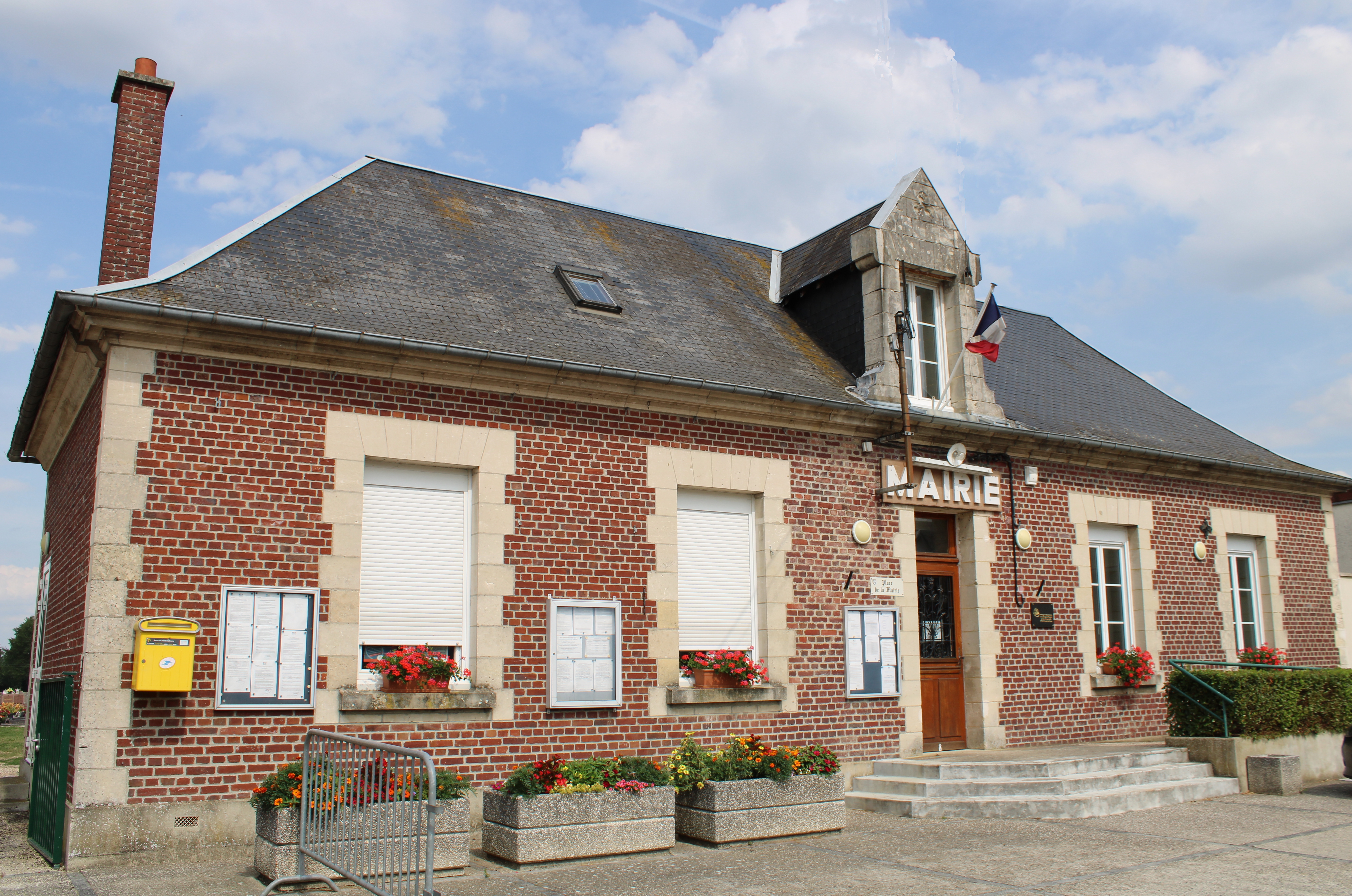
La mairie.

| Période                                  | Période                         | Identité         | Étiquette | Qualité  |
| ---------------------------------------- | ------------------------------- | ---------------- | --------- | -------- |
| Les données manquantes sont à compléter. |                                 |                  |           |          |
| mars 2001                                | 2014                            | Stéphane Ziéba   |           |          |
| 2014                                     | En cours (au 22 septembre 2014) | Jacques Soufflet |           | Retraité |

## Population et société

### Démographie

#### Évolution démographique
L'évolution du nombre d'habitants est connue à travers les recensements de la population effectués dans la commune depuis 1793. Pour les communes de moins de 10 000 habitants, une enquête de recensement portant sur toute la population est réalisée tous les cinq ans, les populations de référence des années intermédiaires étant quant à elles estimées par interpolation ou extrapolation. Pour la commune, le premier recensement exhaustif entrant dans le cadre du nouveau dispositif a été réalisé en 2008.

En 2022, la commune comptait 438 habitants, en évolution de −5,4 % par rapport à 2016 (Oise : +0,87 %, France hors Mayotte : +2,11 %).
| 1793 | 1800 | 1806 | 1821 | 1831 | 1836 | 1841 | 1846 | 1851 |
| ---- | ---- | ---- | ---- | ---- | ---- | ---- | ---- | ---- |
| 527  | 579  | 589  | 577  | 603  | 580  | 578  | 555  | 535  |

| 1856 | 1861 | 1866 | 1872 | 1876 | 1881 | 1886 | 1891 | 1896 |
| ---- | ---- | ---- | ---- | ---- | ---- | ---- | ---- | ---- |
| 514  | 494  | 470  | 419  | 390  | 342  | 352  | 322  | 337  |

| 1901 | 1906 | 1911 | 1921 | 1926 | 1931 | 1936 | 1946 | 1954 |
| ---- | ---- | ---- | ---- | ---- | ---- | ---- | ---- | ---- |
| 340  | 340  | 302  | 274  | 260  | 248  | 249  | 248  | 296  |

| 1962 | 1968 | 1975 | 1982 | 1990 | 1999 | 2006 | 2008 | 2013 |
| ---- | ---- | ---- | ---- | ---- | ---- | ---- | ---- | ---- |
| 305  | 293  | 310  | 368  | 444  | 438  | 466  | 474  | 473  |

| 2018 | 2022 | - | - | - | - | - | - | - |
| ---- | ---- | - | - | - | - | - | - | - |
| 454  | 438  | - | - | - | - | - | - | - |

#### Pyramide des âges
La population de la commune est relativement jeune.
En 2018, le taux de personnes d'un âge inférieur à 30 ans s'élève à 32,4 %, soit en dessous de la moyenne départementale (37,3 %). À l'inverse, le taux de personnes d'âge supérieur à 60 ans est de 25,8 % la même année, alors qu'il est de 22,8 % au niveau départemental.
En 2018, la commune comptait 227 hommes pour 227 femmes, soit un taux de 50 % de femmes, légèrement inférieur au taux départemental (51,11 %).
Les pyramides des âges de la commune et du département s'établissent comme suit.
| Hommes | Classe d’âge | Femmes |
| ------ | ------------ | ------ |
| 0,0    | 90 ou +      | 2,6    |
| 7,0    | 75-89 ans    | 5,3    |
| 19,8   | 60-74 ans    | 16,7   |
| 22,0   | 45-59 ans    | 25,1   |
| 18,9   | 30-44 ans    | 17,6   |
| 14,5   | 15-29 ans    | 13,7   |
| 17,6   | 0-14 ans     | 18,9   |

| Hommes | Classe d’âge | Femmes |
| ------ | ------------ | ------ |
| 0,5    | 90 ou +      | 1,4    |
| 5,5    | 75-89 ans    | 7,6    |
| 15,6   | 60-74 ans    | 16,3   |
| 20,8   | 45-59 ans    | 20     |
| 19,4   | 30-44 ans    | 19,4   |
| 17,6   | 15-29 ans    | 16,2   |
| 20,6   | 0-14 ans     | 19,1   |

## Lieux et monuments
- Le clocher de l'église a la particularité d'être muni (sur deux de ses faces) d'un cadran d'horloge surdimensionné par rapport à la tradition et surmontant la date de 1924, gravée en saillie dans un cartouche. Chaque angle de la face antérieure de l'édifice est décoré par un ange debout et tenant un livre, encadrant cette date. Dessous, le haut du portail est en demi-cercle et orné de la mention « Venite adoremus ».

### Galeries

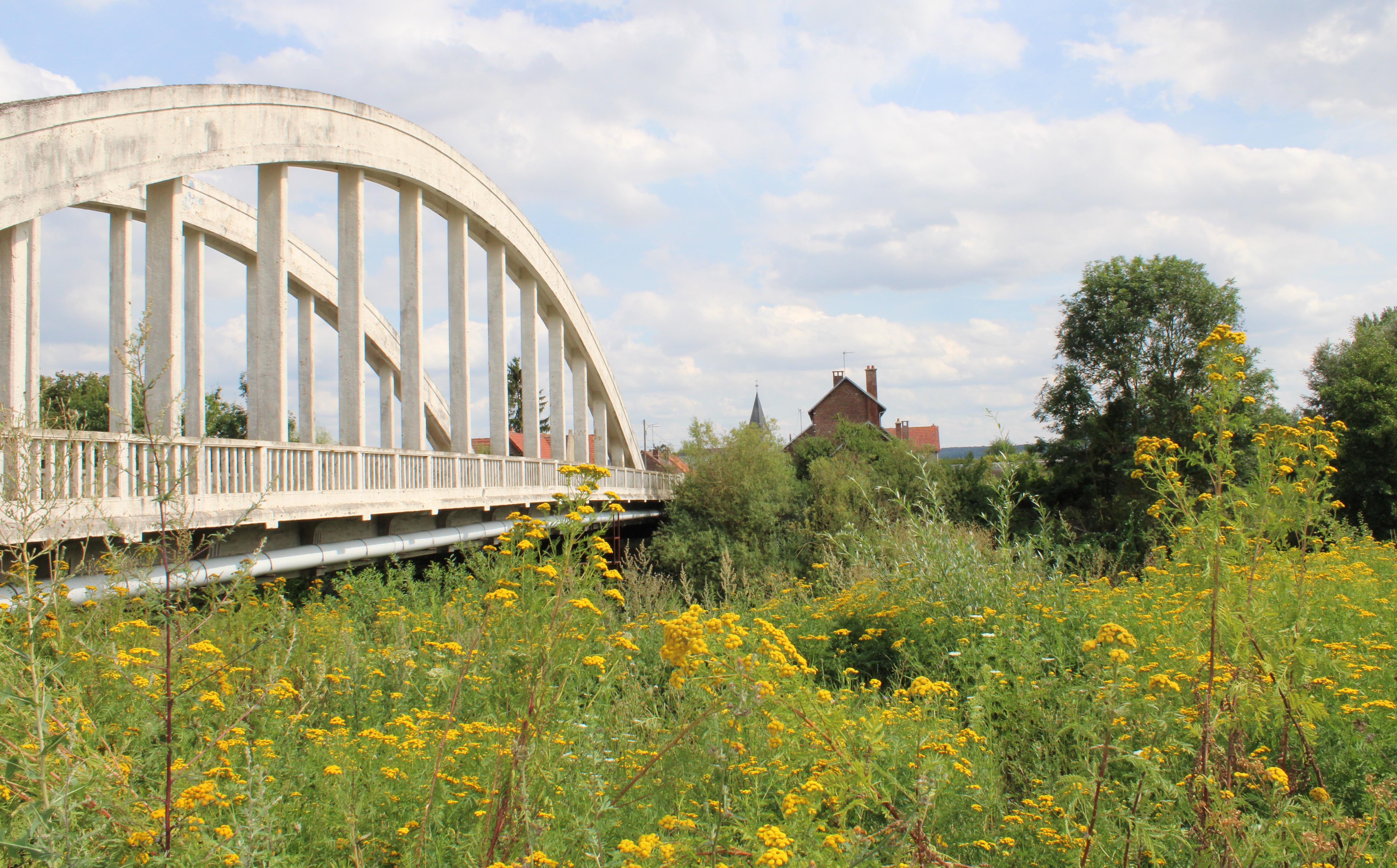
Panorama du bourg depuis les berges de l'Oise.
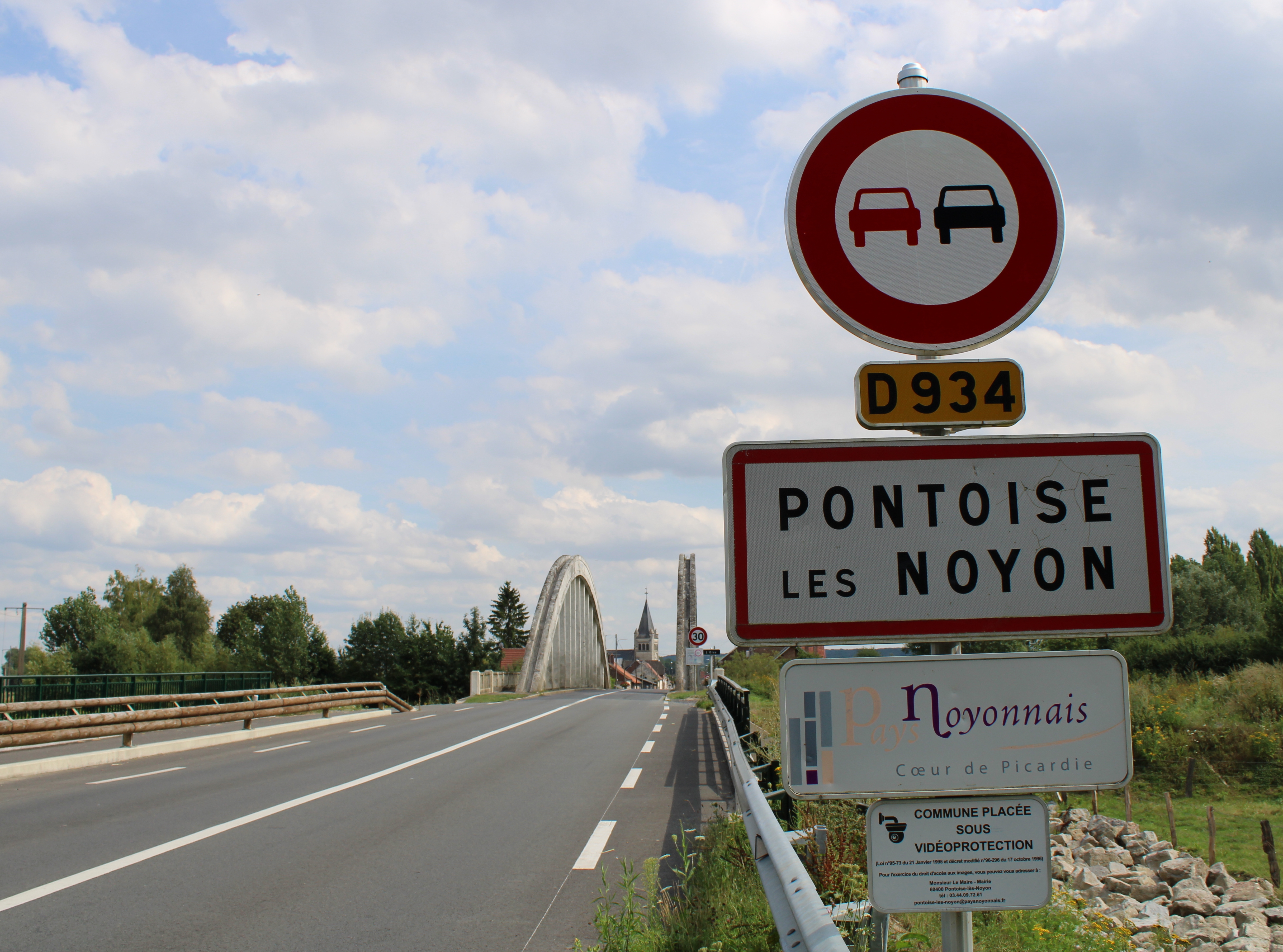
Entrée du village
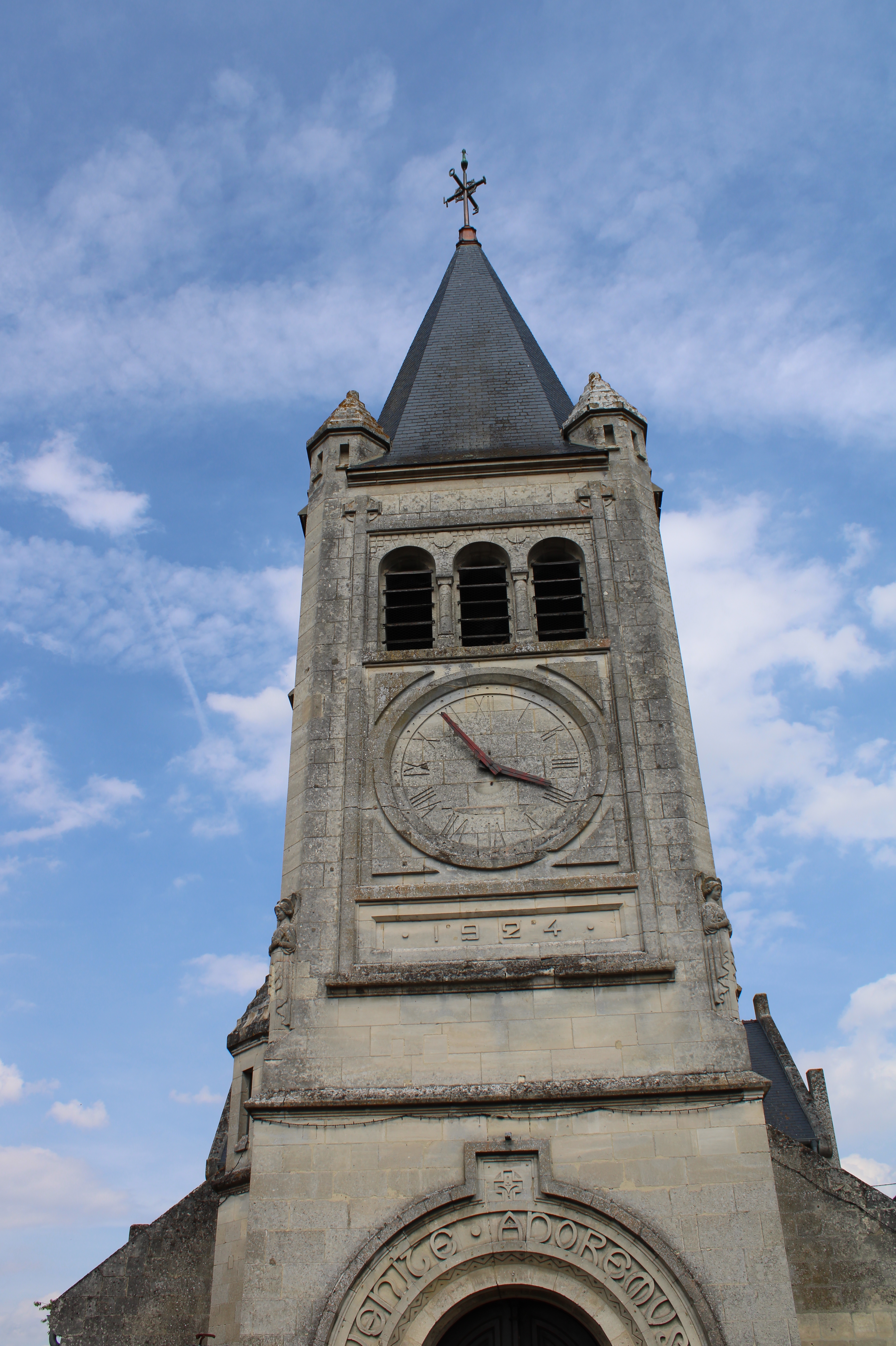
Le clocher de l'église reconstruite en 1924.
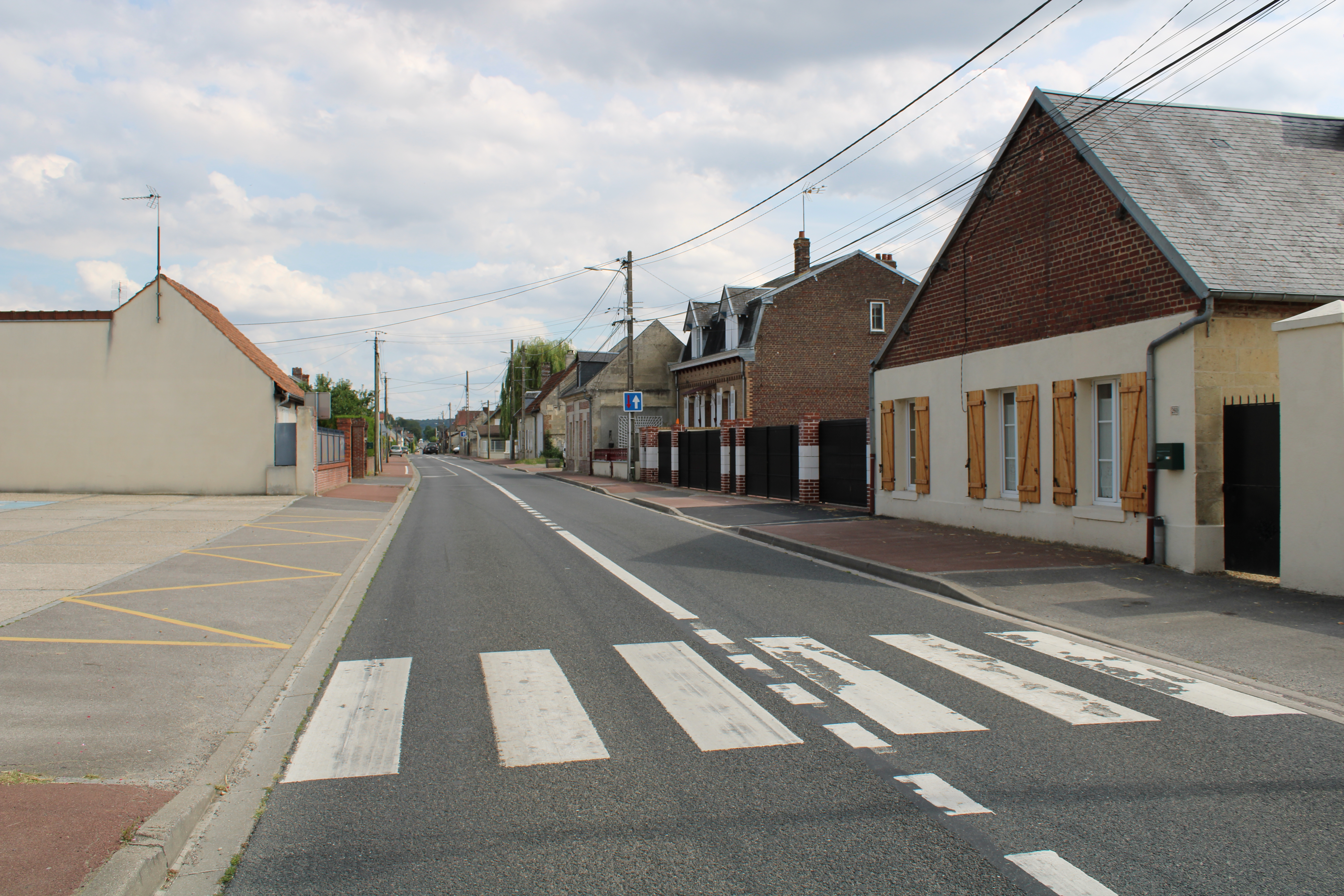
La Grande Rue.

## Cartes postales antérieure à  1914

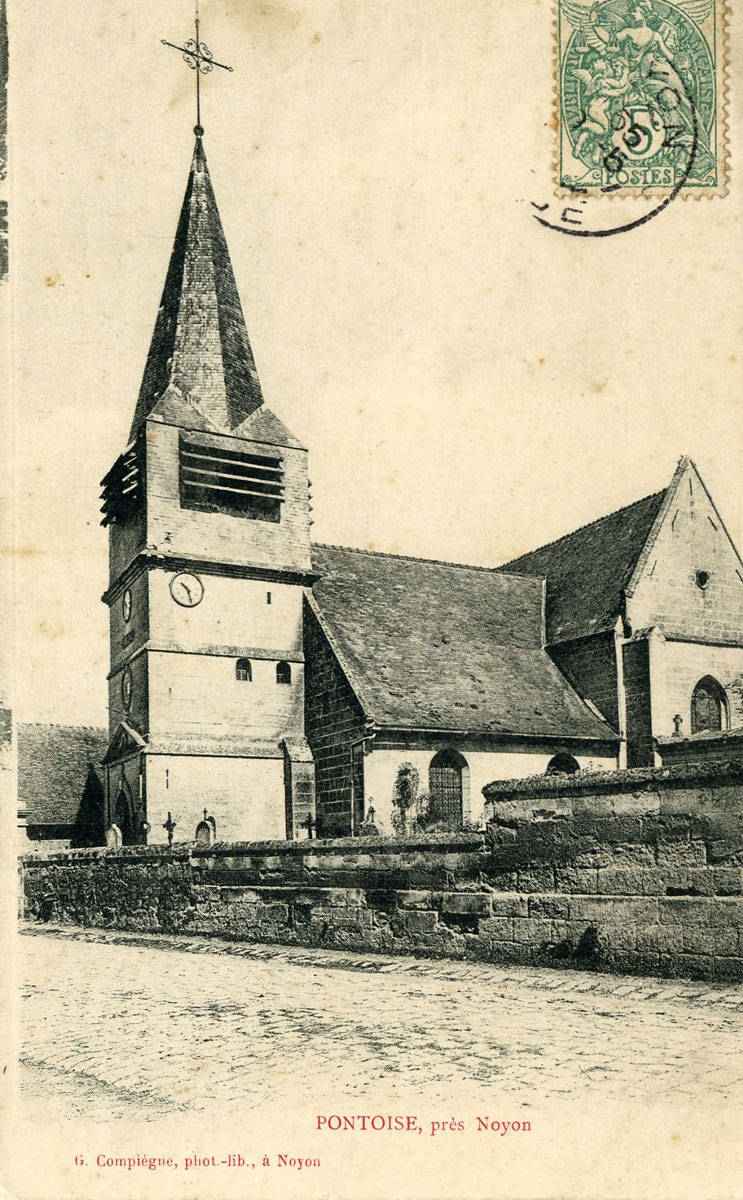
L'église avant 1914.
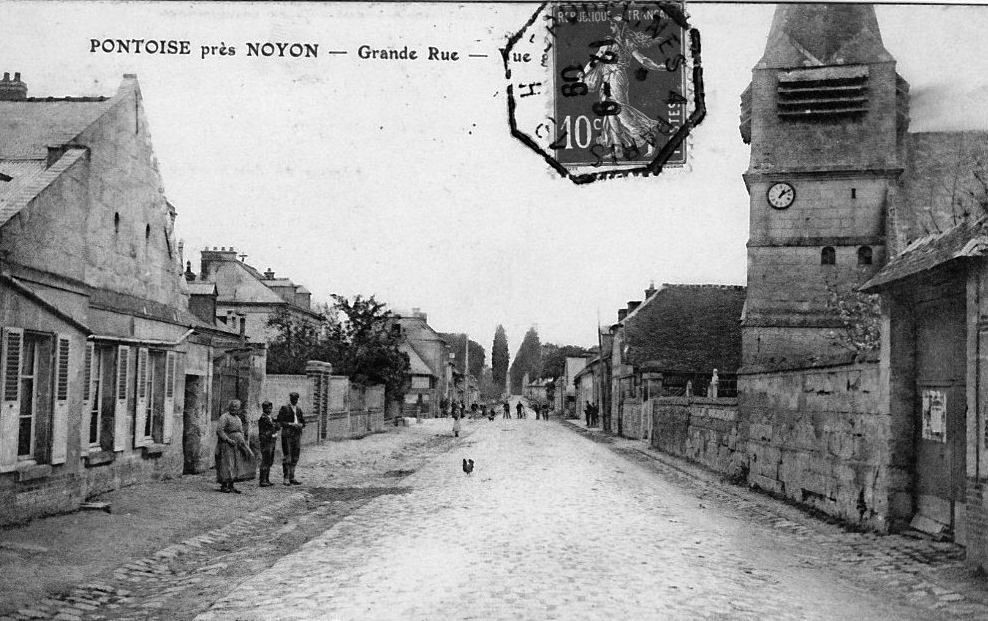
La rue principale et l'église en 1908.
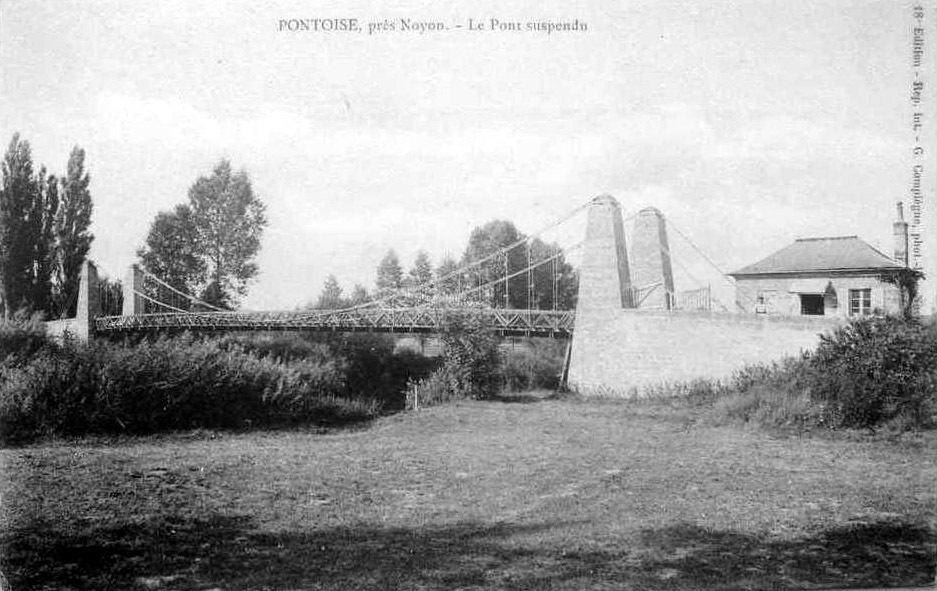
Le pont suspendu sur l'Oise avant 1914.
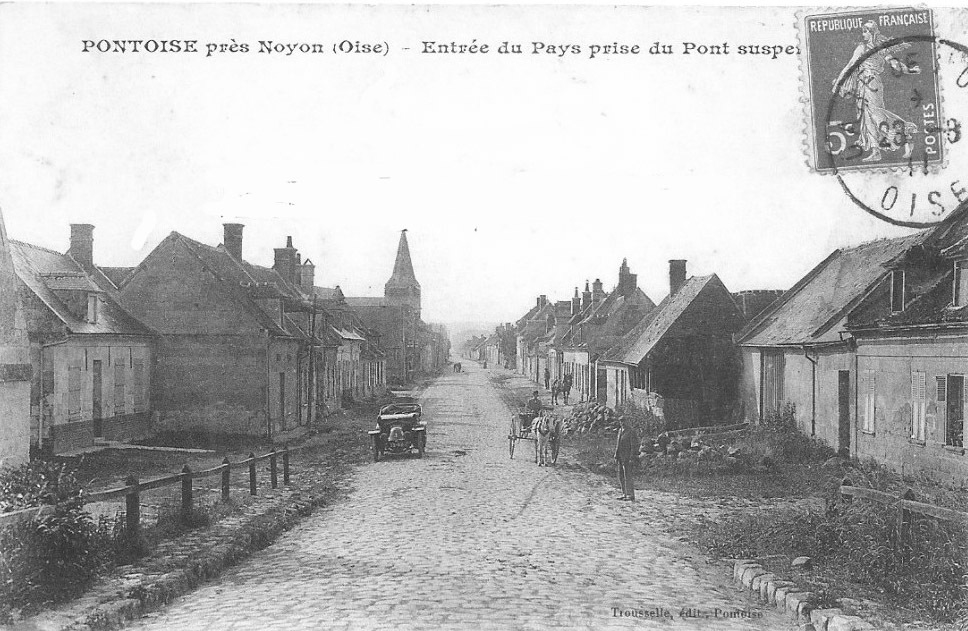
la Grande Rue en 1911.
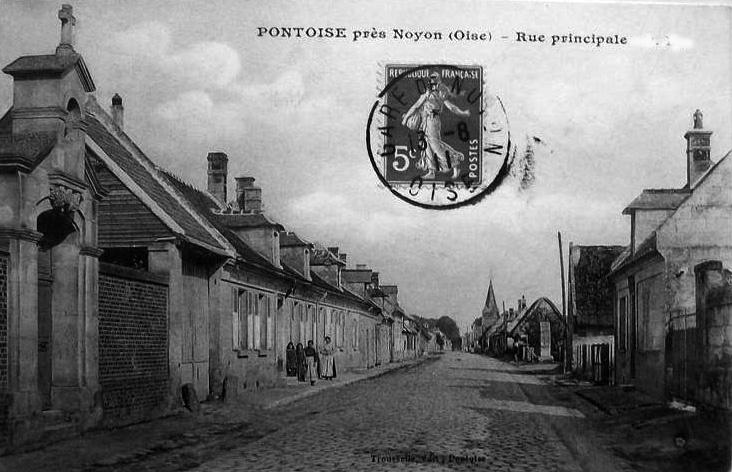
La Grande Rue en 1911.
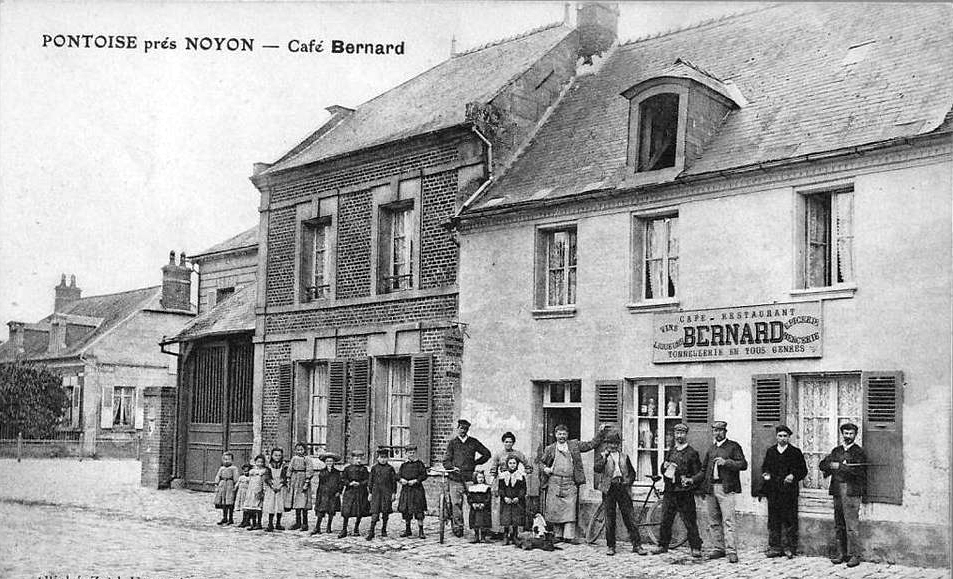
Le café-restaurant vers 1910.

## Cartes postales d'après 1914

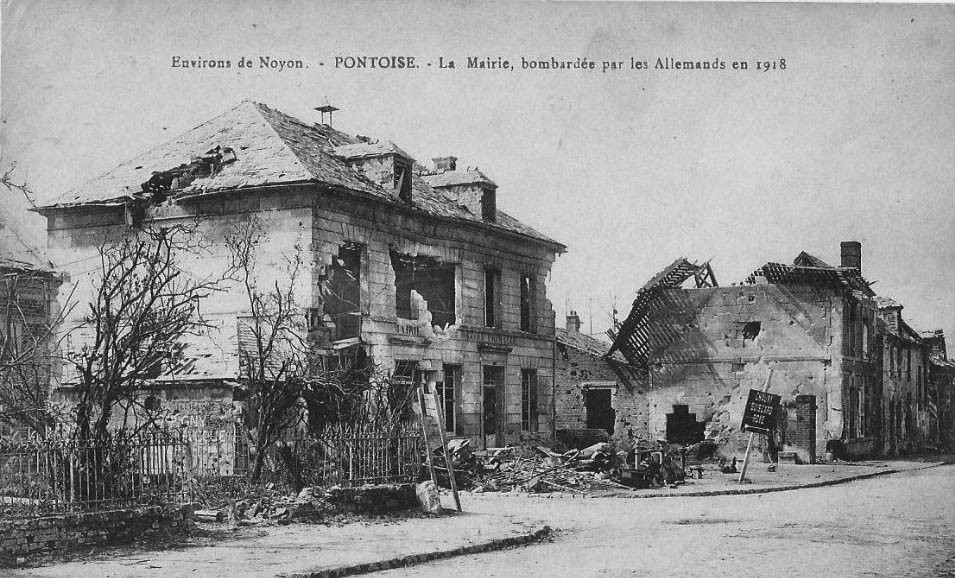
La mairie en 1918.
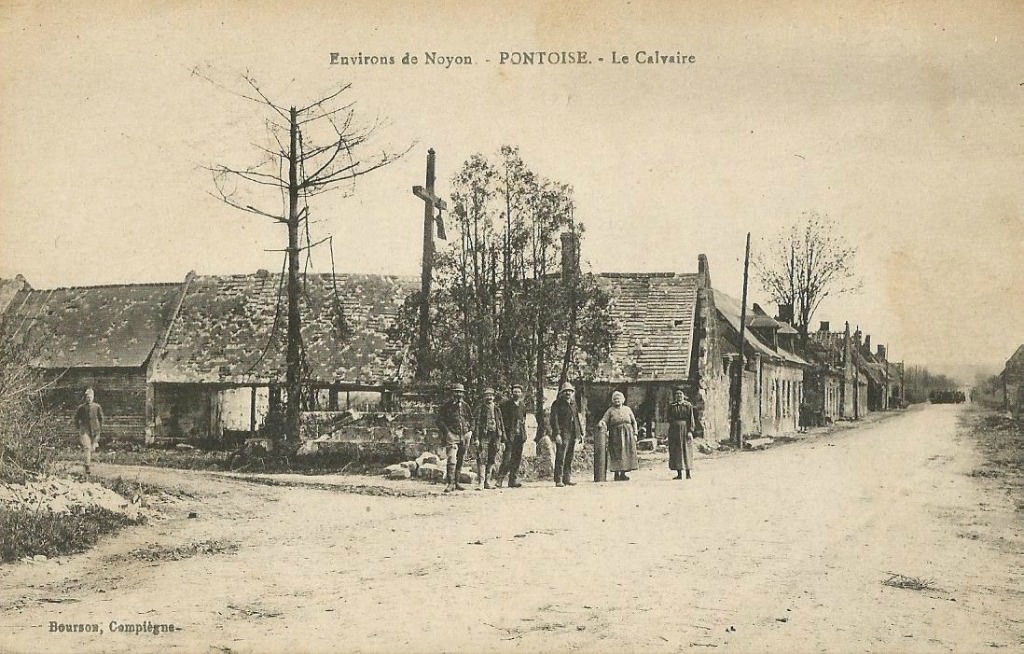
Vue du village vers 1920.
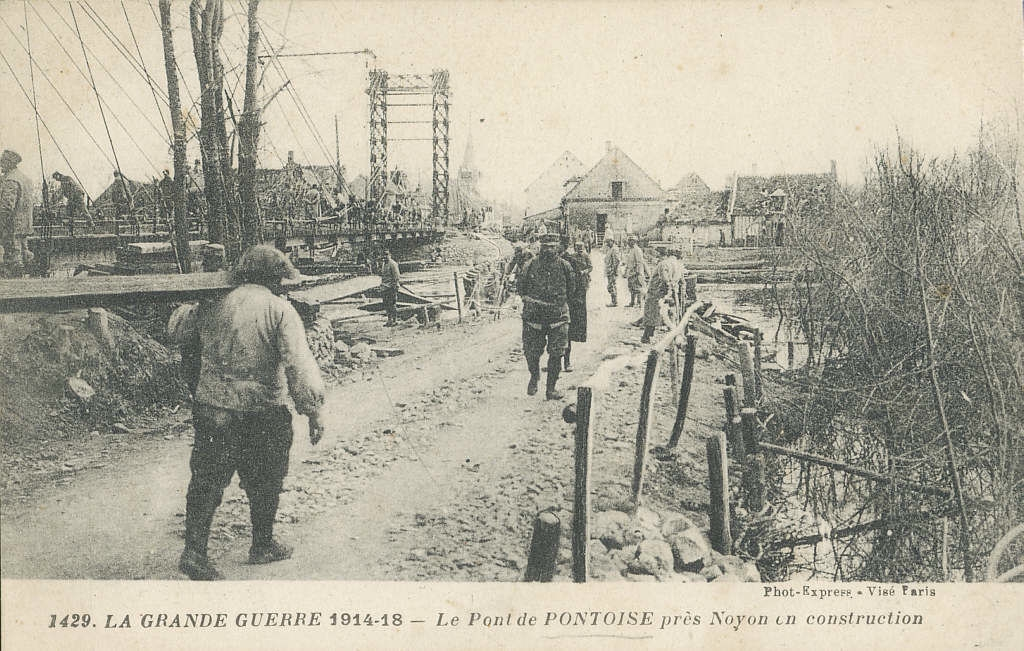
Le pont sur l'Oise en reconstruction vers 1920.
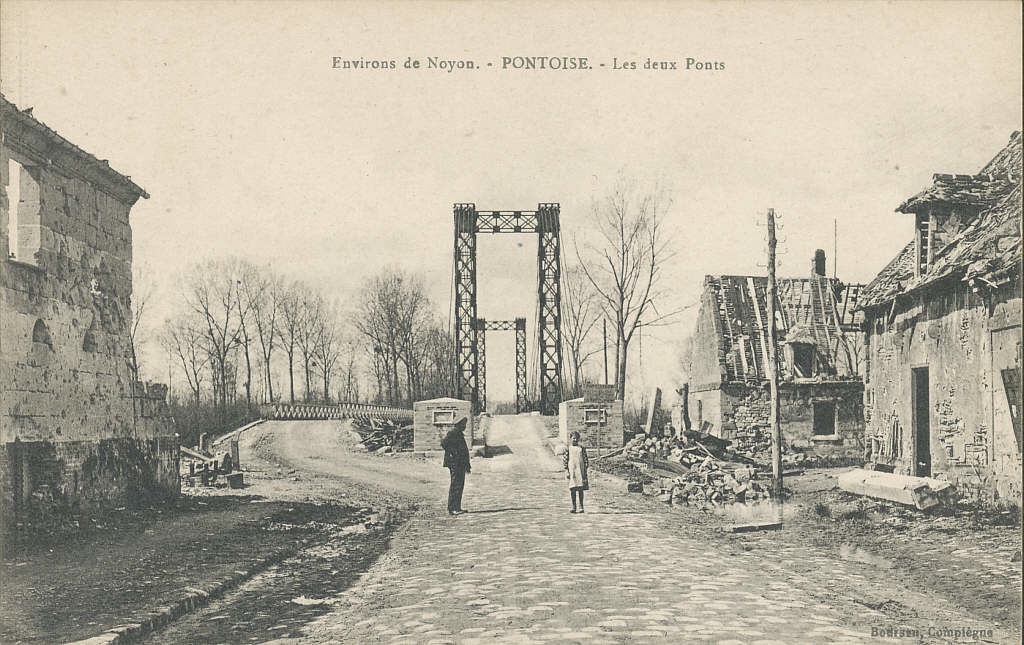
Le pont provisoire à gauche et le pont suspendu vers 1925.
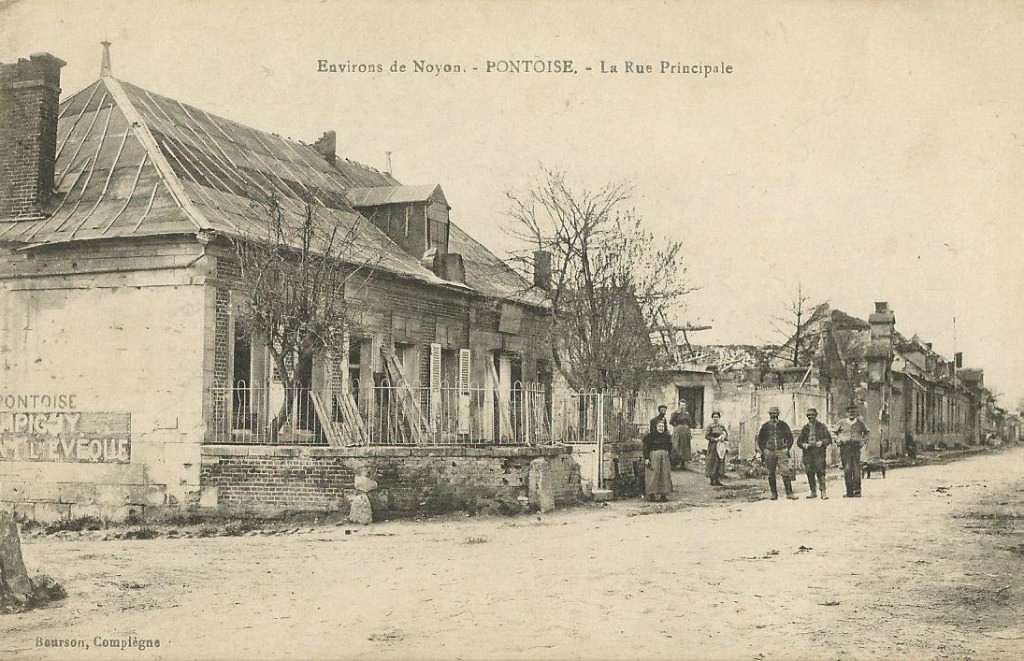
La Grande-Rue en reconstruction en 1925.
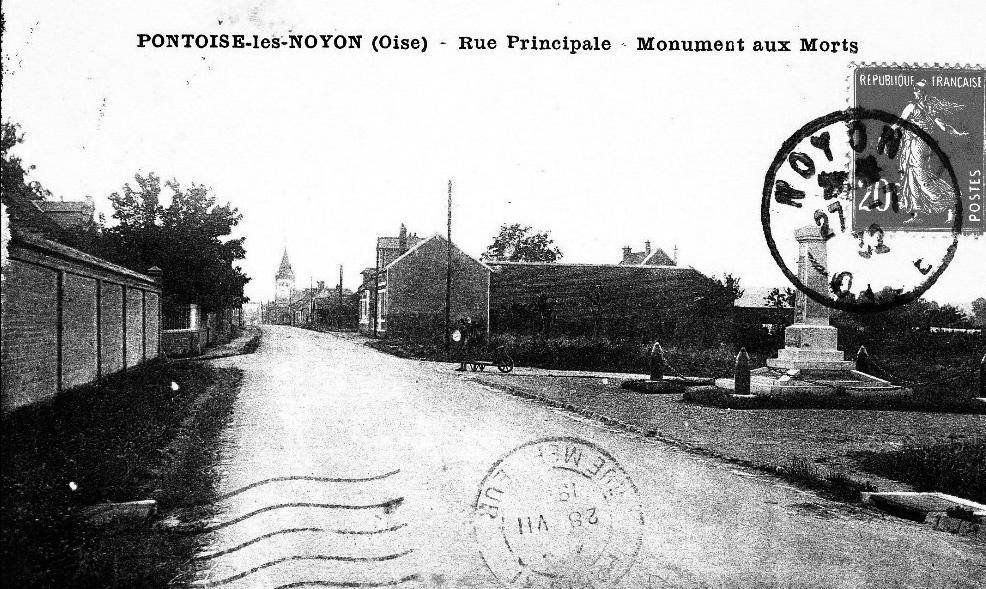
La Grande Rue et le monument aux morts vers 1932.